# Powiat Uherské Hradiště
Powiat Uherské Hradiště (czes. Okres Uherské Hradiště) – powiat w Czechach, w kraju zlińskim.
Jego siedziba znajduje się w mieście Uherské Hradiště. Powierzchnia powiatu wynosi 991,37 km², zamieszkuje go 144 010 osób (gęstość zaludnienia wynosi 145,32 mieszkańców na 1 km²). Powiat ten liczy 78 miejscowości, w tym 7 miast.
Od 1 stycznia 2003 powiaty nie są już jednostką podziału administracyjnego Czech. Podział na powiaty zachowały jednak sądy, policja i niektóre inne urzędy państwowe. Został on również zachowany dla celów statystycznych.

## Struktura powierzchni
Według danych z 31 grudnia 2003 powiat ma obszar 991,37 km², w tym:
- użytki rolne - 58,46%, w tym 71,64% gruntów ornych
- inne - 41,54%, w tym 73,16% lasów
- liczba gospodarstw rolnych: 666

## Demografia
Dane z 31 grudnia 2003:
| Opis        | Ogółem  | Kobiety       | Mężczyźni     |
| ----------- | ------- | ------------- | ------------- |
| populacja   | 144 010 | 73 680 51,16% | 70 330 48,84% |
| średni wiek | 38,5    | 40,95         | 37,58         |

- gęstość zaludnienia: 145,32 mieszk./km²
- 48,27% ludności powiatu mieszka w miastach.

## Zatrudnienie
| Mieszkańcy ze stałym zatrudnieniem | 32 333       |
| Średnia pensja miesięczna          | 13 990 koron |
| Bezrobotni                         | 6 491        |
| Stopa bezrobocia                   | 9,17%        |

## Szkolnictwo
W powiecie Uherské Hradiště działają:
| Rodzaj szkoły                   | Liczba szkół |
| ------------------------------- | ------------ |
| Przedszkola                     | 78           |
| Szkoły podstawowe               | 61           |
| Gimnazja                        | 3            |
| Szkoły średnie techniczne       | 12           |
| Szkoły średnie ogólnokształcące | 10           |
| Szkoły wyższe                   | 2            |

## Służba zdrowia
| Lekarze                               | 406 |
| Szpitale                              | 2   |
| Specjalistyczne ośrodki terapeutyczne | -   |
| Gabinety dentystyczne                 | 79  |
| Apteki                                | 32  |